# سيمون سكراب
سيمون سكراب (بالفنلندية: Simon Skrabb)‏ (19 يناير 1995 بفنلندا - ) هو لاعب كرة قدم فنلندي في مركز الوسط. شارك مع منتخب فنلندا تحت 17 سنة لكرة القدم ومنتخب فنلندا تحت 19 سنة لكرة القدم ومنتخب فنلندا تحت 20 سنة لكرة القدم ومنتخب فنلندا تحت 21 سنة لكرة القدم. أما مع النوادي، فقد لعب مع أتفدابيرجس وغيفلي وFF Jaro ‏.

## وصلات خارجية
- سيمون سكراب على موقع الاتحاد الدولي (مؤرشف)  (الإنجليزية)
- سيمون سكراب على موقع الاتحاد الأوربي (الإنجليزية)
- سيمون سكراب على موقع اتحاد السويد (السويدية)
- سيمون سكراب على موقع قاعدة بيانات كرة القدم.إي يو (الإنجليزية)
- سيمون سكراب على موقع ناشيونال فوتبول تيمز (الإنجليزية)
- سيمون سكراب على موقع Soccerway.com (الإنجليزية)
- سيمون سكراب على موقع عالم كرة القدم.نت (الإنجليزية)